# JDS Natsushio
Pour les autres navires du même nom, voir Natsushio.
Le JDS Natsushio (SS-584) est un sous-marin d'attaque japonais à propulsion conventionnelle, de la classe Harushio.